# Paul Chevrier
Pour les articles homonymes, voir Chevrier.
Paul Chevrier, né à Paris le 14 novembre 1886 et mort à Vaylats (Lot) le 3 octobre 1968, est un prélat français, évêque de Cahors de 1941 à 1962.

## Biographie
Il est ordonné prêtre le 29 juin 1909 dans le diocèse de Moulins. Vicaire de la paroisse du Mayet-de-Montagne puis de celle de la cathédrale de Moulins, il est mobilisé et participe à la Première Guerre mondiale avant de reprendre son poste. En 1927, il devient supérieur du petit séminaire. Il est directeur de l'Institution du Sacré-Cœur de Moulins (1931-1938) puis curé de la paroisse Saint-Louis de Vichy entre 1938 et 1941, église qui était à partir de juillet 1940 de facto la « cathédrale de l'État français » après l'installation du gouvernement à Vichy.
Il est nommé évêque de Cahors en 1941 et le restera jusqu'en 1962 où il est nommé évêque titulaire d'Aquae-Albae-en-Byzacène (de). 
Il a été décoré de l'ordre de la Francisque.